# Wotanstraße
Die Wotanstraße ist eine Innerortsstraße in den Stadtbezirken Laim (Nr. 25) und Neuhausen-Nymphenburg (Nr. 9) von München.

## Verlauf

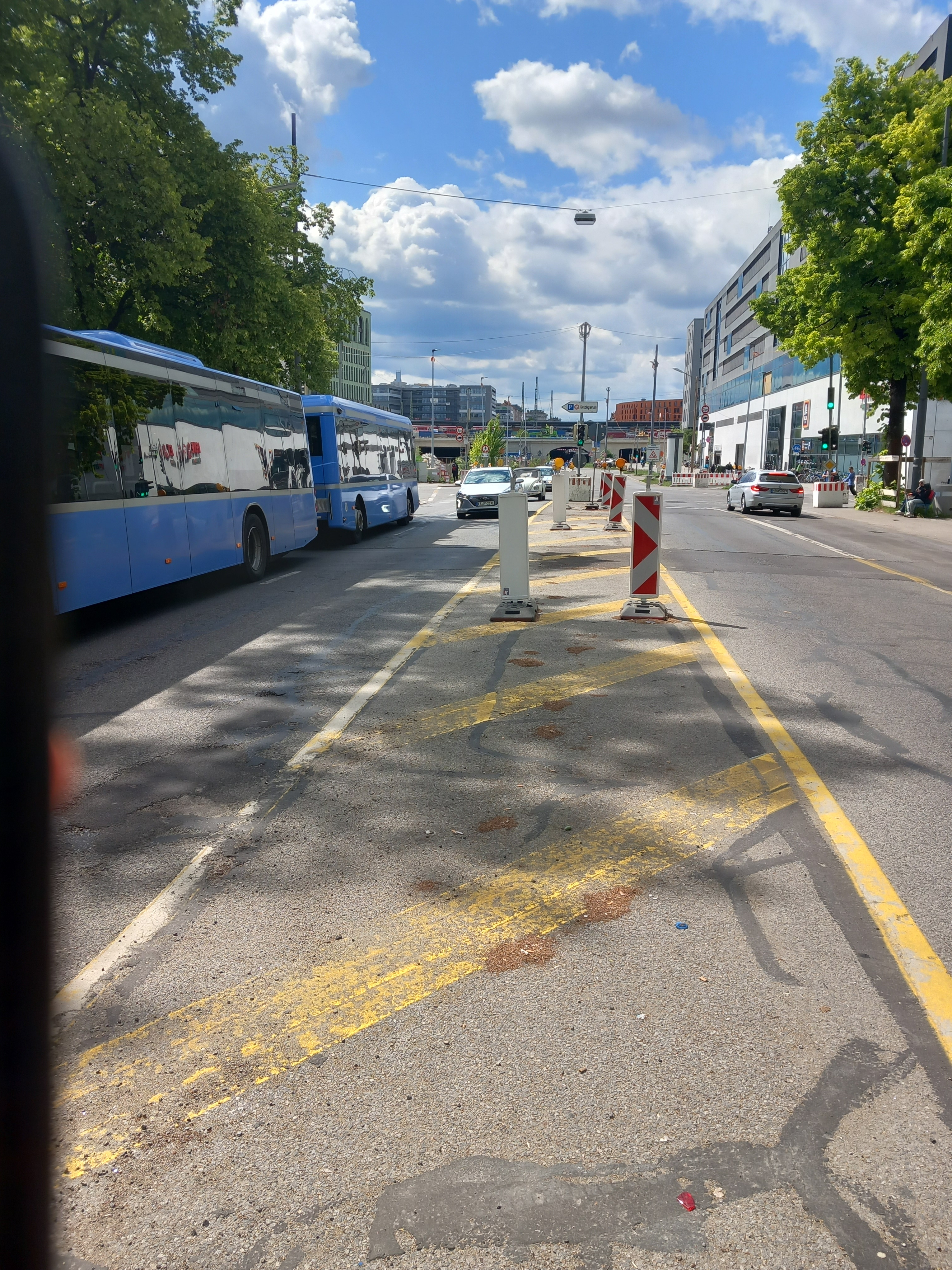
Die Wotanstraße, Blick zur Laimer Unterführung

Die verkehrswichtige, dem Äußeren Ring (Tangente 5-West) zugerechnete Wotanstraße verbindet die vom Stadtzentrum kommende Arnulfstraße am Romanplatz durch das Nachbarschaftsviertel Nymphenburg Süd und durch die 225 m lange Laimer Unterführung unter dem Eisenbahngelände zwischen München Hauptbahnhof und Bahnhof München-Pasing mit der an der Kreuzung mit der Landsberger Straße beginnenden, nach Süden führenden Fürstenrieder Straße.

## Geschichte
Die Straße erhielt ihren Namen im Jahr 1898. Jedoch wurde der Straßenverlauf mehrfach geändert. Die zunächst nur mit einer Röhre ausgebaute Laimer Unterführung (als „Laimer Giftröhre“ bekannt) erhielt 1988 eine zweite Röhre für Fußgänger und Radfahrer.

## Öffentlicher Verkehr
Die Straße wird von Süden von der S-Bahn-Station Laim der Stammstrecke und von Nordosten aus von der Straßenbahnhaltestelle Romanplatz erschlossen. Auf dem Südteil der Straße verkehrt die Stadtbuslinie 168. Die Straßenbahntangente West mit den Haltestellen Richildenstraße, Herthastraße, Winfriedstraße und Bahnhof Laim ist im Bau.

## Namensgeber
Die Straße ist dem Kriegs-, Sieges- und Todesgott Wotan, der westgermanischen Zentralgestalt in Richard Wagners Festspiel Der Ring des Nibelungen, benannt.

## Denkmalgeschützte Gebäude
- Nr. 47: Teil einer historisierenden Reihenhausgruppe, frühes 20. Jahrhundert; siehe Laimer Straße 14–34 (gerade Nrn.) (Denkmalliste D-1-62-000-3729)
- Nr. 49/51/53/55/57/59/61: symmetrisch komponierte Reihenhausgruppe, Anfang 20. Jahrhundert (Denkmalliste D-1-62-000-7691)
- Nr. 63/65/67/69/71/73/75: malerische, symmetrisch komponierte Reihenhausgruppe, Anfang 20. Jahrhundert (Denkmalliste D-1-62-000-7692)
- Nr. 77/79/81/83: Reihenhausgruppe, historisierend, um 1911 von Heilmann und Littmann; mit Richildenstraße 1–9 (ungerade Nrn.) (Denkmalliste D-1-62-000-7693)
- Nr. 78: abgerundetes Eckhaus, barockisierender Jugendstil, Anfang 20. Jahrhundert; Gruppe mit Hirschgartenallee 26 (Denkmalliste D-1-62-000-7694)

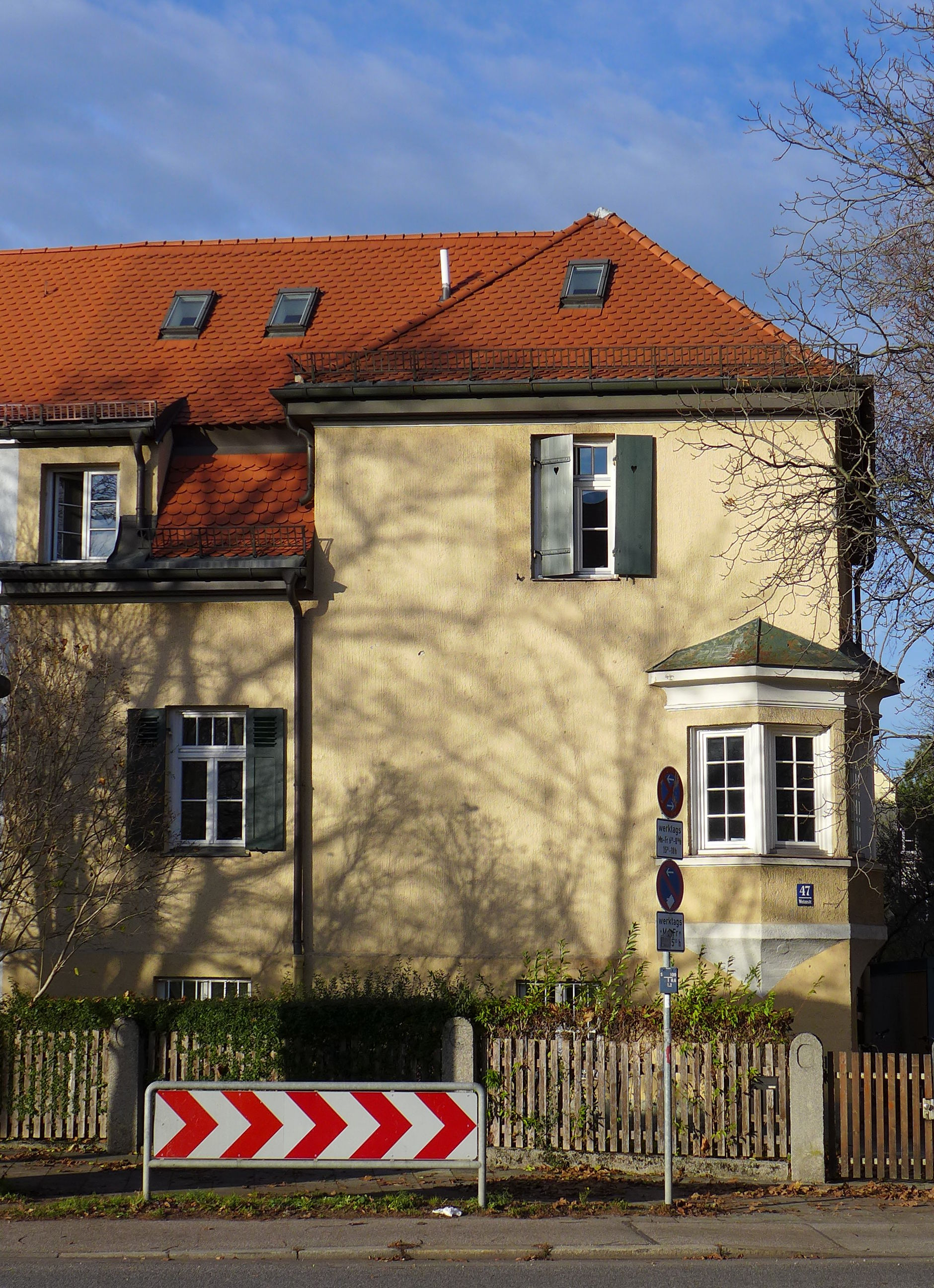
Wotanstraße 47
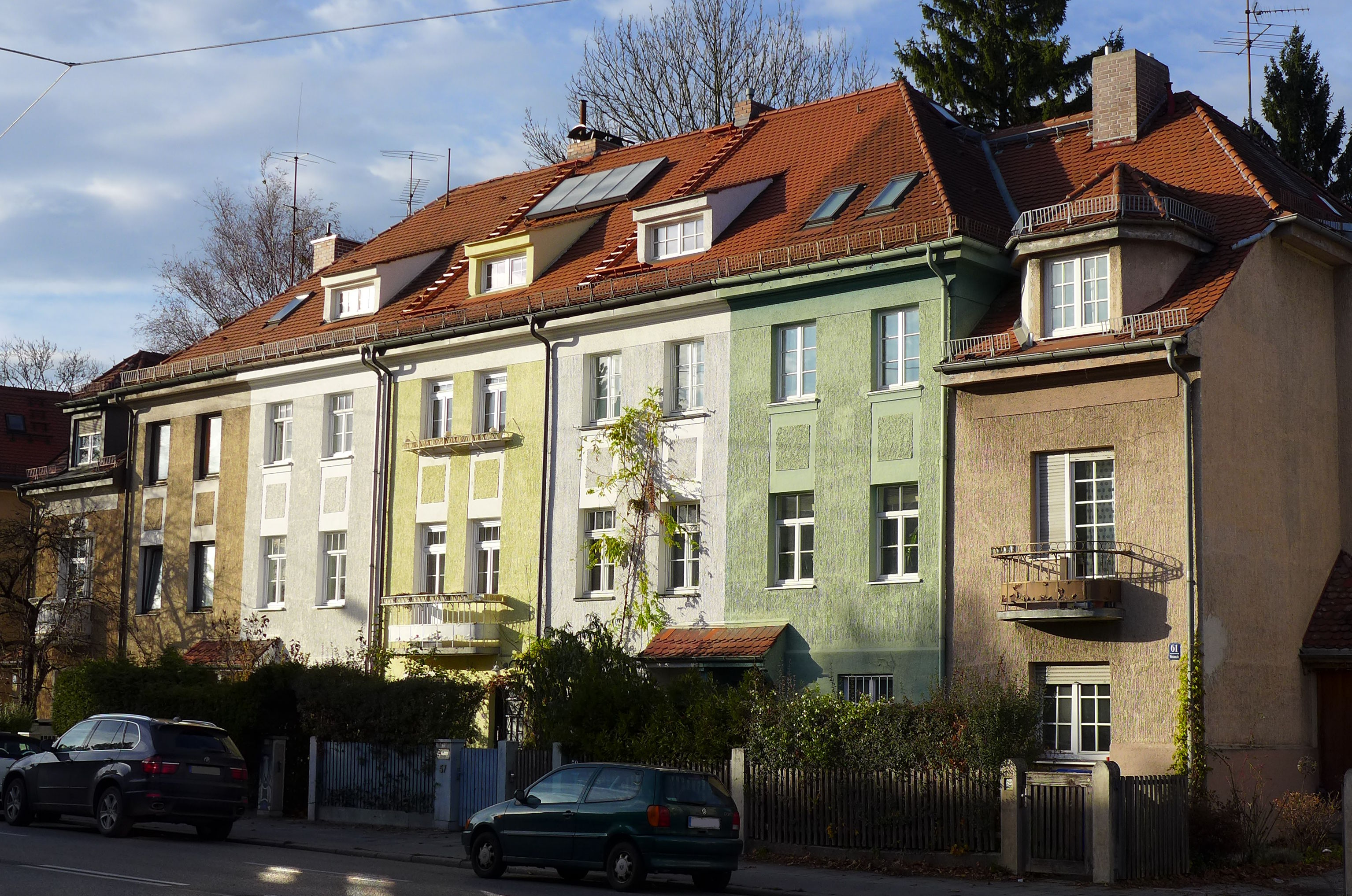
Wotanstraße 49 – 61 (ungerade Nujmmern)
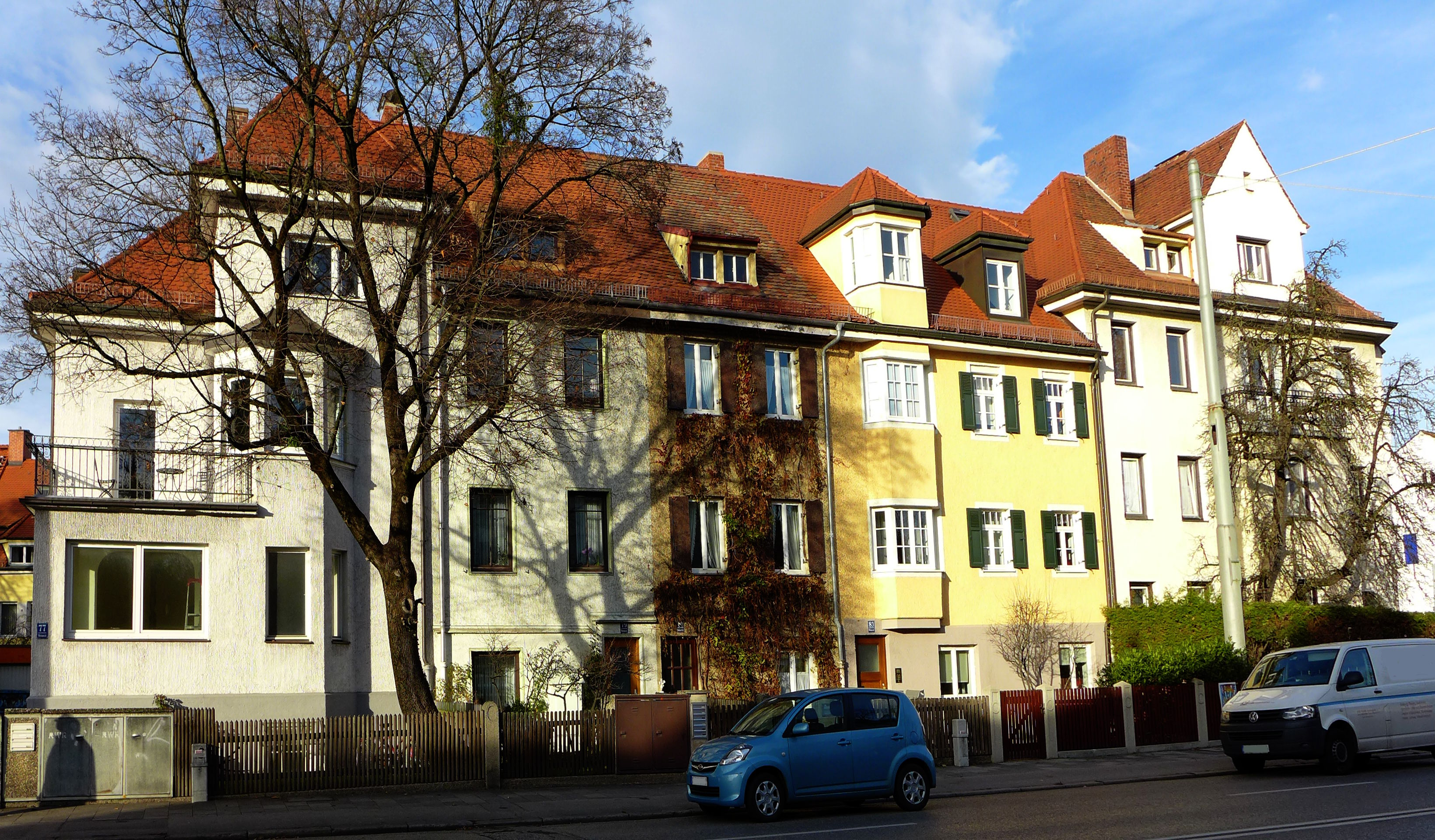
Wotanstraße 77 – 83 (ungerade Nummern)
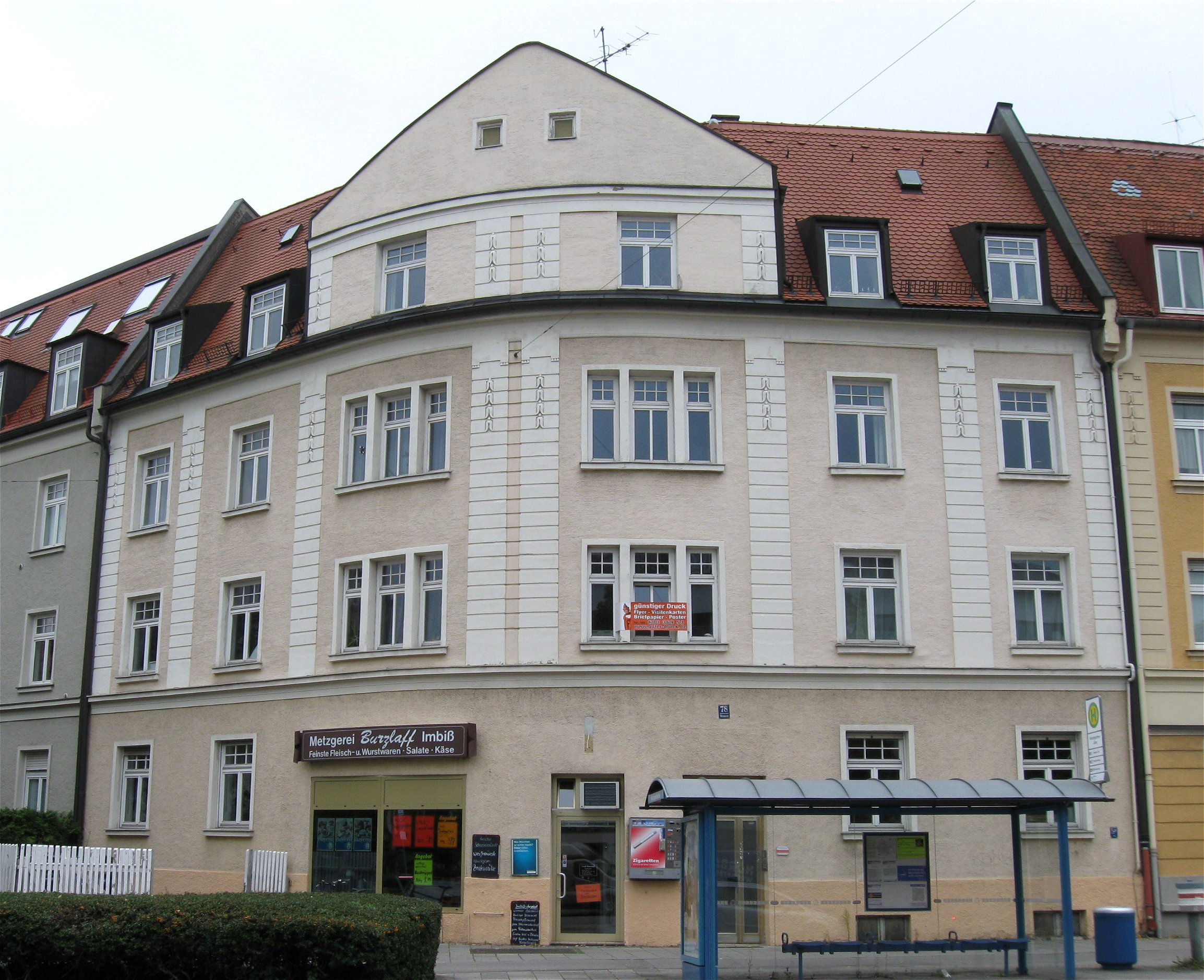
Wotanstraße 78

## Weitere Bauwerke
- Das Ambigon, Büro-, Geschäfts- und Ärztehaus, Rosa-Bavarese-Straße 1–5, Wotanstraße 9[6]
- Laimer Unterführung